# Entada rheedii
Entada rheedii, jinak také entada šplhavá, potuta pomořská, fazole snů či africká rostlina snů, je druh dvouděložné liánovité rostliny z čeledi bobovité (Fabaceae). Své druhové jméno získala rostlina po botanikovi Hendrikovi Adriaan van Rheedovi.

## Popis
Rostlina má formu mohutné dřevité liány porůstající okolní stromy, popřípadě se plazí po okolní zemi. Kmen dorůstá do průměru až 40 cm, často jich srůstá vzájemně několik do sebe. Větve jsou spirálovitě pokroucené.
Vejčité, na vrcholu zašpičatělé, tupé až vykrojené, řapíkaté listy jsou dvakrát sudozpeřeně uspořádané, na povrchu lysé a lesklé, 3–8,5 cm dlouhé, 1,7–4 cm široké, okraj je celistvý, přítomny jsou 0,25–0,5 cm dlouhé, čárkovité listeny. Na rostlině jsou generovány zpravidla až po odkvětu.
Drobné (0,5 cm v průměru), samosprašné květy jsou uspořádány do 12–25 cm dlouhých klasů vyrůstajících z paždí listů, mají zelenožlutou, žlutobílou až smetanovou barvu a vyznačují se příjemnou, sladkou vůní. Kalich je 0,5 cm dlouhý, okvětní lístky kopinaté, 0,3 cm dlouhé, v květu přítomno 10 tyčinek s 0,6 cm dlouhými, bílými nitkami. Kvetení probíhá během letních měsíců na jižní polokouli, tedy od prosince do ledna.
Plodem je 0,6–2 m dlouhý, 6,5–15 cm široký, dřevnatějící, plochý, článkovaný lusk obsahující několik temně hnědých, tvrdých, lesklých, kulovitých až lehce zploštělých semen dorůstajících v průměru 4–5 cm a do šířky až 3,5 cm.

## Ekologie
Druh typicky roste v sekundárních, spíše pobřežních nížinatých lesích – součástí jsou např. i mangrovových porostů. Kvůli svému charakteru liány velmi často svými větvemi porůstá okolní stromy, které jí slouží jako opora. Semena jsou nejčastěji roznášena vodou, často je tedy můžeme najít vyplavená na mořských březích. V přirozeném ekosystému slouží listy jako potrava housenkám některých druhů motýlů, konkrétně modrásků Logania distanti subsp. massalia a Nacaduba pactolus subsp. continentalis.

## Rozšíření
Původem je druh z oblastí jihovýchodní Afriky, dnes je rozšířen také do flóry států Guinejského zálivu, Madagaskaru, Indie, jihovýchodní Asie, Austrálie a Oceánie.

## Galerie

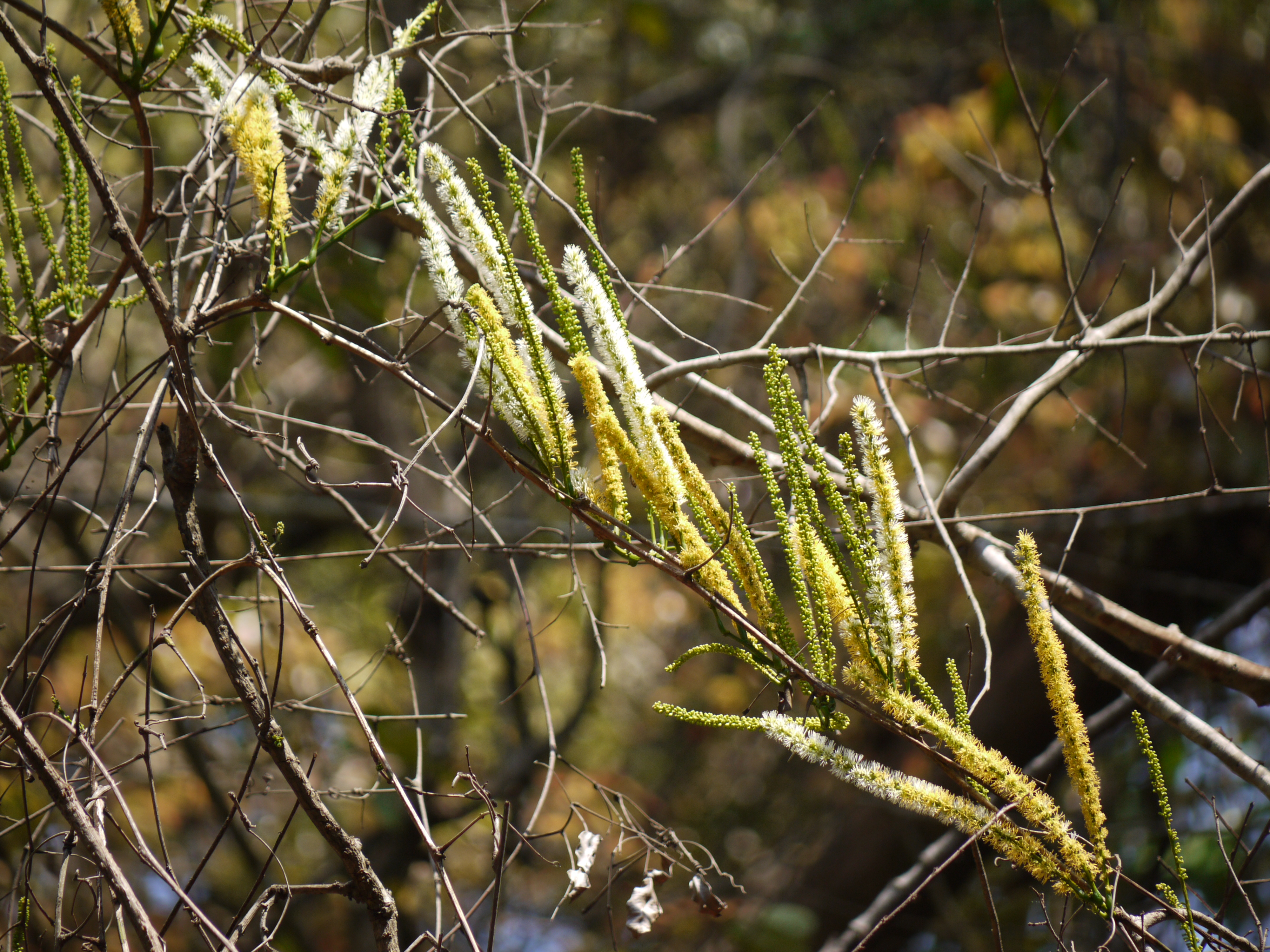
květenství
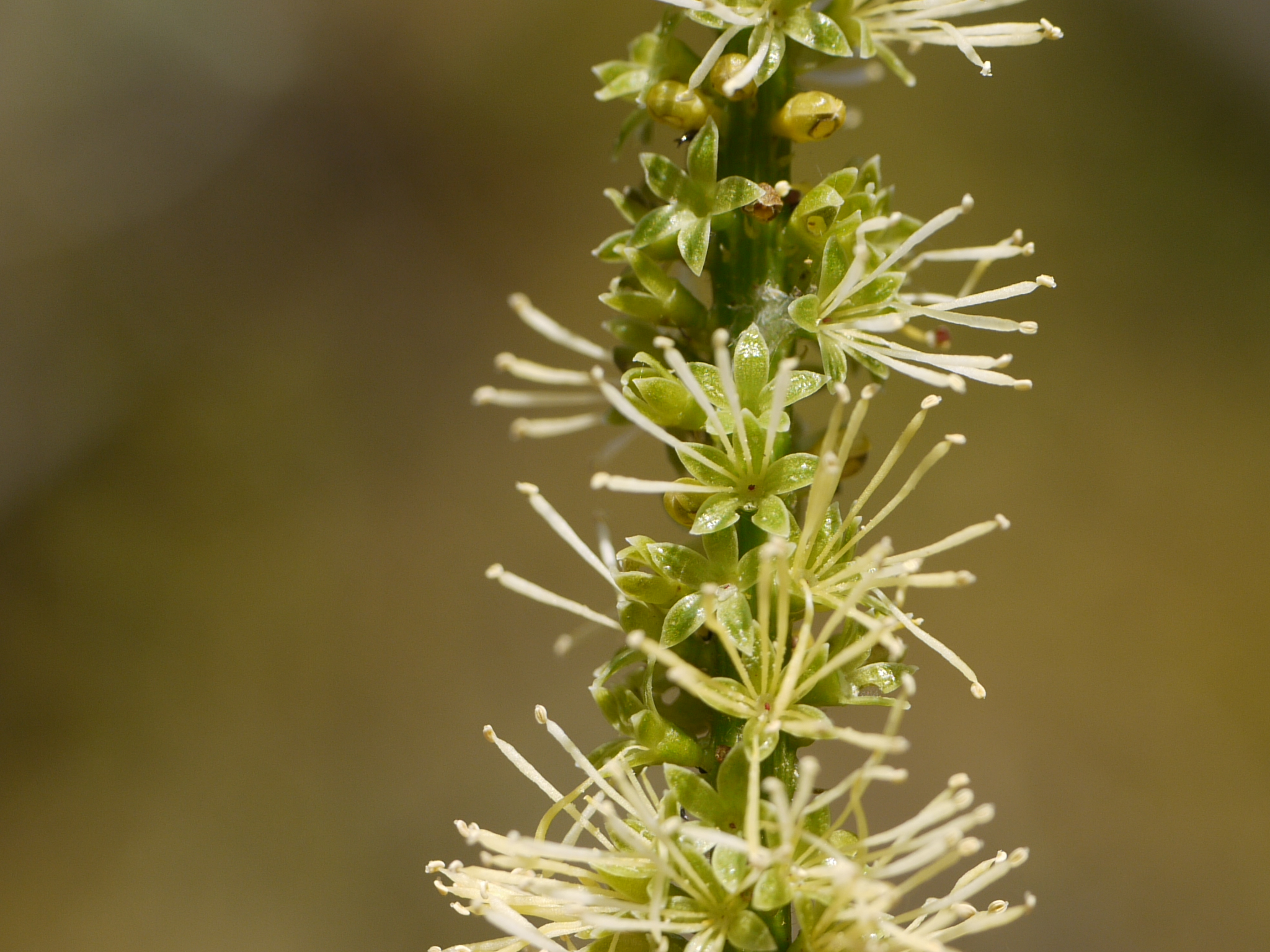
detail květu
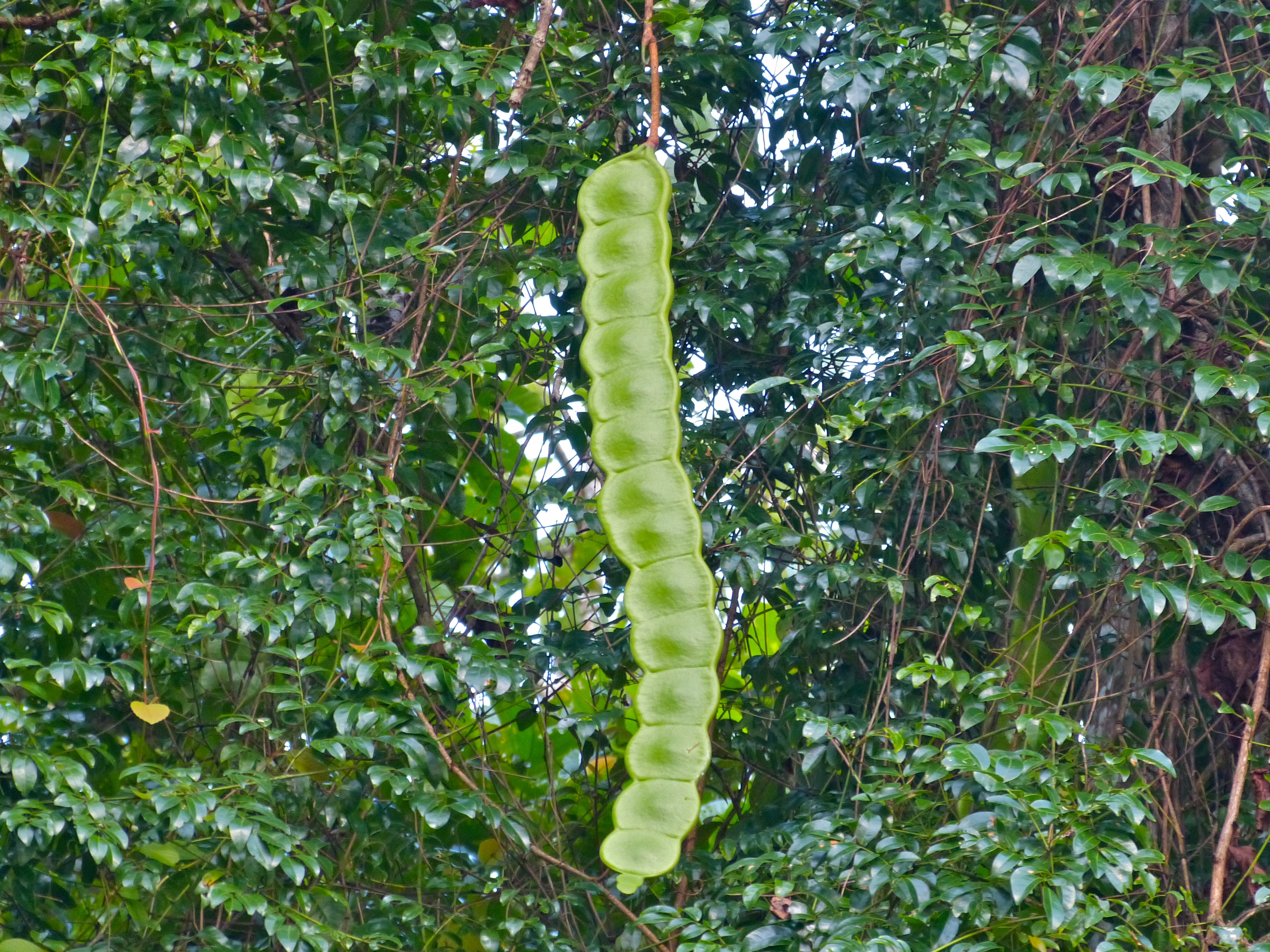
lusk
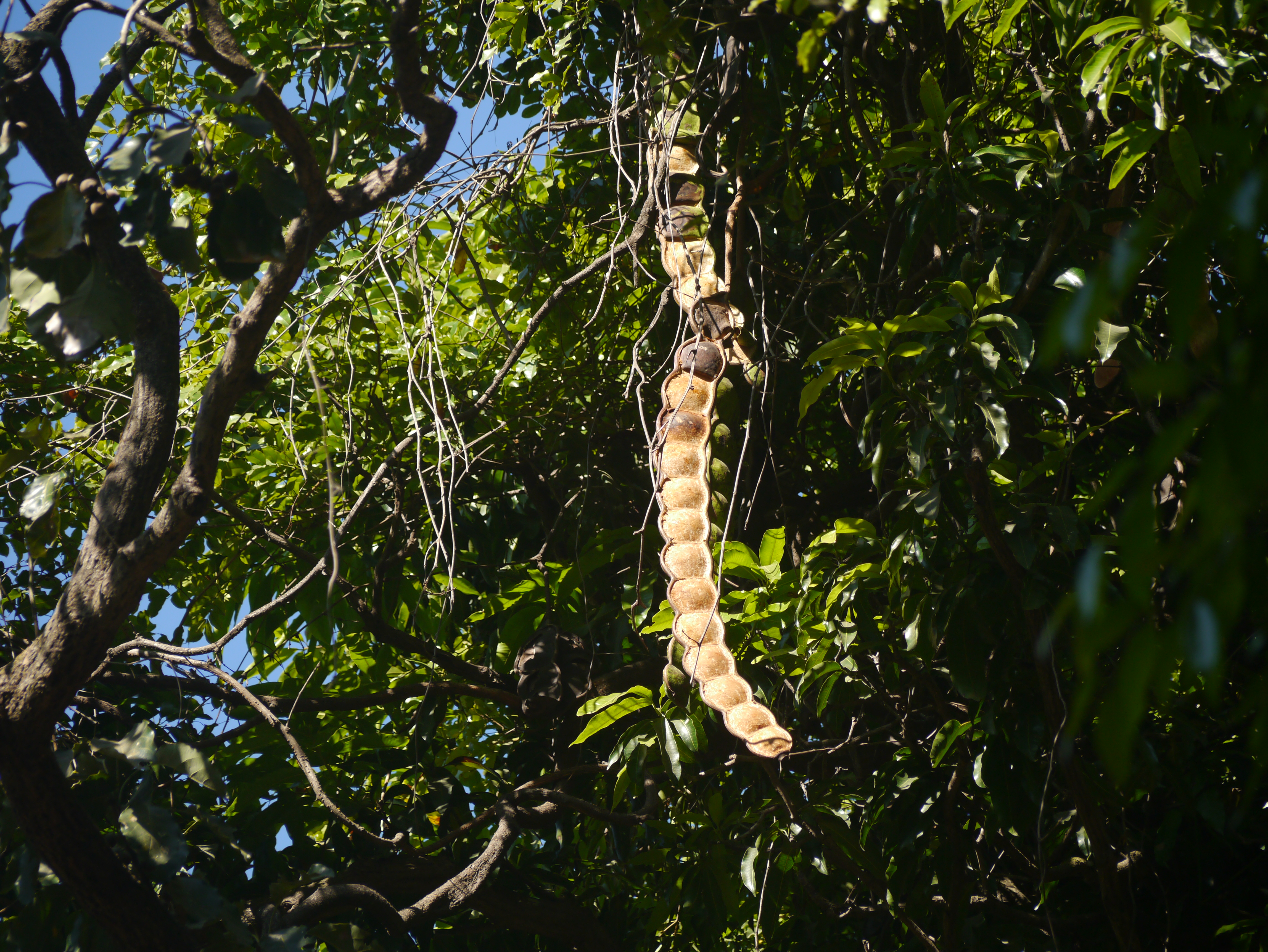
lusk
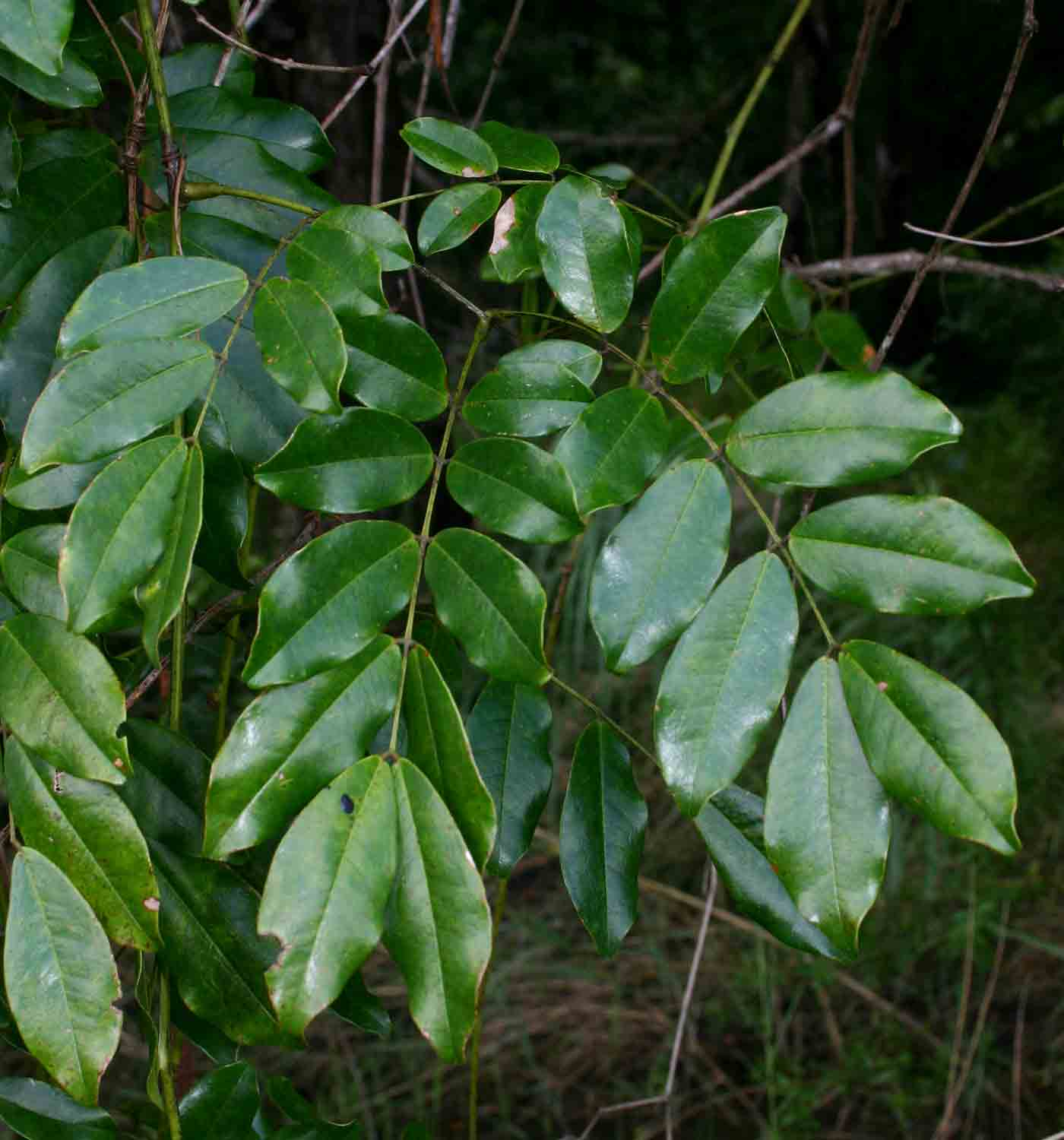
listy
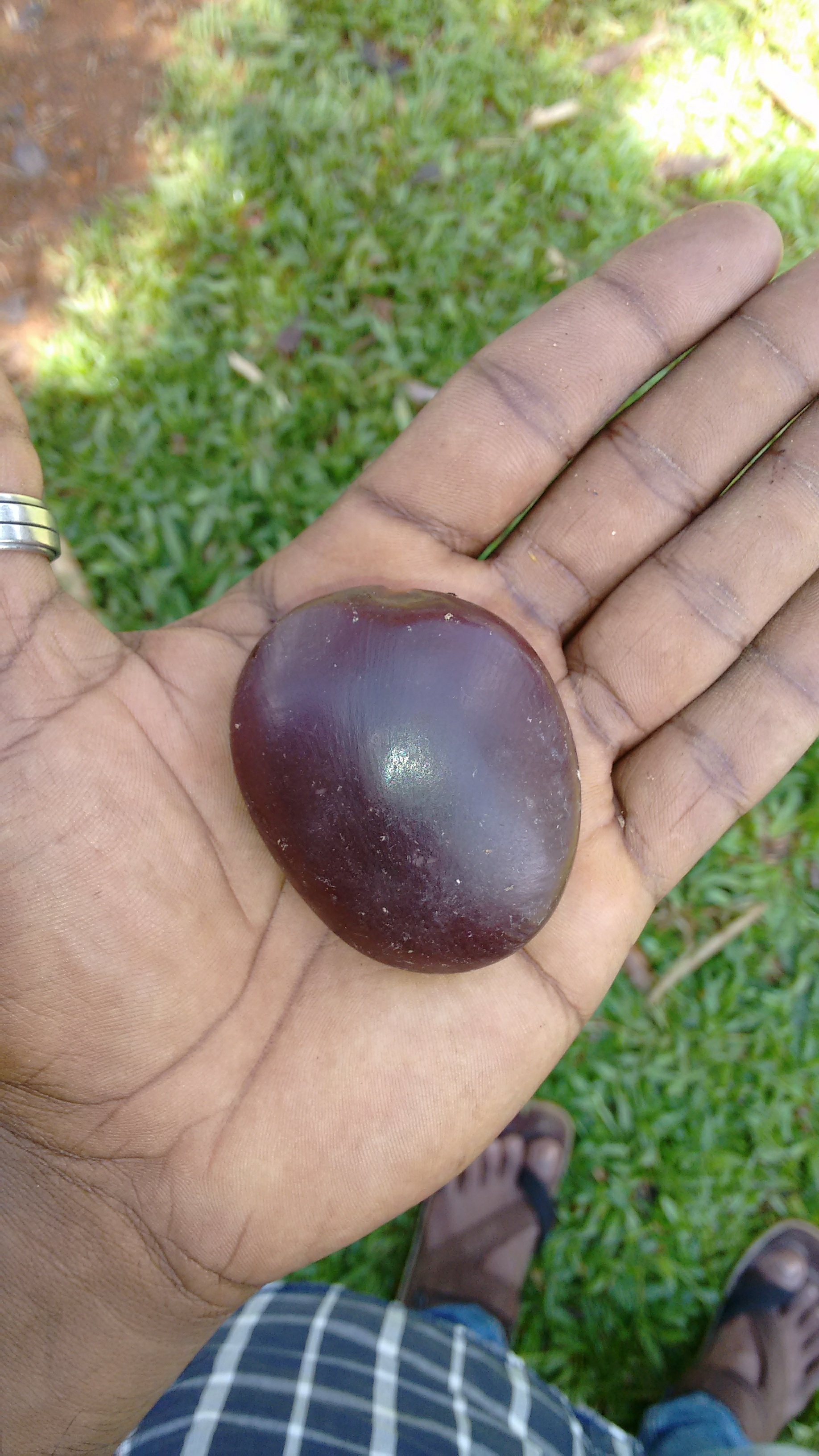
semeno
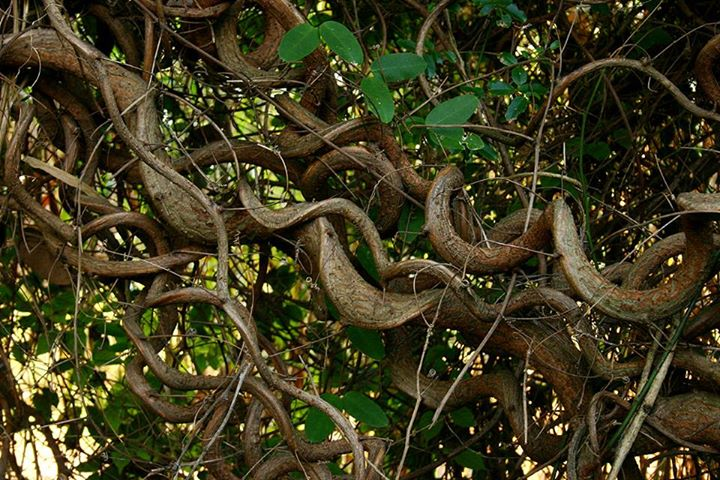
typicky pokroucená forma větví
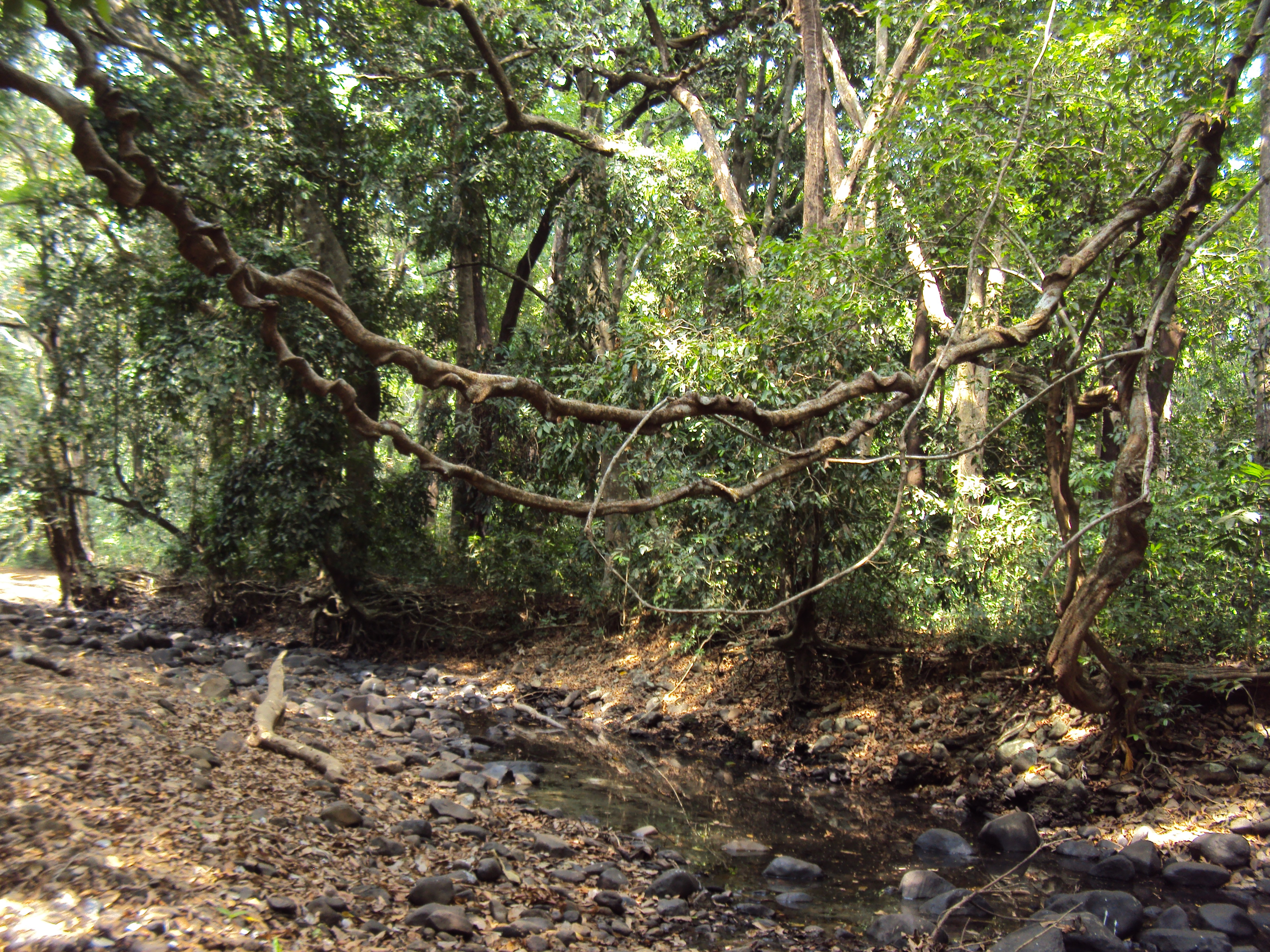
rostlina

## Využití
V jihoafrické lidové medicíně se vnitřně užívají semena, a to za syrova, ve formě odvaru, alkoholového (ethanolového) macerátu nebo se ve směsi s tabákem kouří, přičemž je posléze uživatel schopen komunikace s duchovním světem, dostává se do silně vividních, až lucidních snů a je po celou dobu působení drogy provázen štěstím. Pro tento učel jsou semena, jakožto psychoaktivní droga, dostupná i na dnešním trhu. Jakožto součást obřadů se mimo Afriku konzumovala vařená rovněž i u aboriginálních domorodých kmenů.
Lidově se mimoto užívala rozemletá semena spolu s dalšími částmi rostliny také jako náhražka kávy, přičemž se nápoji přisuzovaly blahodárné účinky na krevní oběh. Nejen jejich požíváním, nýbrž i nošením semen u sebe, hlavně ve formě šperků z nich vyrobených, si domorodí Jihoafričané snažili přivolat a udržet štěstí.
V jihovýchodních oblastech Asie se rozemletím semenných děloh připravovala zklidňující mast, dále se listy, kořeny a kůra užívaly při léčbě ran, popálenin, žloutenky, koliky, průjmu a jiných trávicích potíží. Pro svůj poměrně značný obsah saponinů byla semena také užívána při mytí vlasů a kůra jakožto jed při rybolovu.
Po chemické stránce je v pletivu rostliny obsažena řada saponinů, alkaloidů, flavonoidů a tříslovin. Aktivní složky entadamid A a entadamid B vykazují antibakteriální a analgetické účinky.